# Вулиця Володимира Гнатюка (Житомир)
Вулиця Володимира Гнатюка — вулиця в Корольовському районі Житомира.

## Характеристики
Бере початок від вулиці Великої Бердичівської. Завершується перехрестям з вулицею Святослава Ріхтера. Від вулиці бере початок 1-й провулок Льва Толстого. Розташована на Путятинці. Початок вулиці — на теренах історичної місцевості Липки, відомій за неофіційною назвою Музикалка.

## Історія
Вулиця формувалася з кінця ХІХ століття по середину ХХ століття згідно з генеральним планом міста, затвердженим у 1859 році як одна з поперечних вулиць у запланованій радіально-відцентровій системі планування міста, утвореній рядами радіальних та поперечних вулиць. Даним генеральним планом передбачалося, що вулиця з'єднає Східну вулицю з прибережною смугою річки Тетерів, де передбачалося будівництво в'язниці, у зв'язку з чим вулиця отримала проєктну назву Тюремна.
Станом на початок ХХ століття сформувалася ділянка Тюремної вулиці між вулицею Базарною (нині Святослава Ріхтера) та нинішнім 1-м провулком Льва Толстого. Вулиця неофіційно називалася Ковальською — за прізвищем родини Ковальських, що мешкали на ній. У 1928 році офіційно перейменована на вулицю Кузнєчну. Згодом назва зустрічалася в обох варіаціях — як Кузнєчна, так і Ковальська.
До 1941 року прорізана ділянка вулиці між нинішніми 1-м провулком Льва Толстого та Великою Бердичівською вулицею. Сформувалася переважна більшість садибної забудови вулиці. 
У 1958 році здійснена реконструкція вулиці з розширенням проїзджої частини у зв'язку з організацією вздовж вулиці трамвайного руху. З 1958 по 1974 рік вздовж вулиці курсував трамвай № 3.
У 1958 році Кузнєчна вулиця перейменована на вулицю Льва Толстого. У 2023 році вулиця Льва Толстого перейменована на честь Володимира Гнатюка — літературознавця, педагога та архівіста, який мешкав на цій вулиці.